# Coppa Bernocchi 1975
La Coppa Bernocchi 1975, cinquantasettesima edizione della corsa, si svolse il 26 agosto 1975 su un percorso di 242 km. Era valida come evento del circuito UCI categoria CB1.1. La vittoria fu appannaggio dell'italiano Enrico Paolini, che terminò la gara in 5h34'00", alla media di 43,473 km/h, precedendo i connazionali Fausto Bertoglio e Giacinto Santambrogio. L'arrivo e la partenza della gara furono a Legnano.

## Ordine d'arrivo (Top 10)
| Pos. | Corridore             | Squadra        | Tempo    |
| ---- | --------------------- | -------------- | -------- |
| 1    | Enrico Paolini        | Scic           | 5h34'00" |
| 2    | Fausto Bertoglio      | Jollj Ceramica | s.t.     |
| 3    | Giacinto Santambrogio | Bianchi        | s.t.     |
| 4    | Valerio Lualdi        | Brooklyn       | a 5"     |
| 5    | Luciano Borgognoni    | Zonca          | a 22"    |
| 6    | Marino Basso          | Magniflex      | s.t.     |
| 7    | Pierino Gavazzi       | Jollj Ceramica | s.t.     |
| 8    | Aldo Parecchini       | Brooklyn       | s.t.     |
| 9    | Alessio Antonini      | Jollj Ceramica | s.t.     |
| 10   | Adriano Passuello     | Brooklyn       | s.t.     |